# زاغه‌لو
زاغه‌لو، روستایی از توابع بخش بزینه‌رود شهرستان خدابنده در استان زنجان ایران است.

## جمعیت
این روستا در دهستان زرینه‌رود (خدابنده) قرار دارد و براساس سرشماری مرکز آمار ایران در سال ۱۳۸۵، جمعیت آن ۳۴۲ نفر (۷۸خانوار) بوده‌است.
امروزه  جمعیت این روستا به بیش از ۴۰۰ نفر و تعداد خانوارها حدوداً۱۰۰ خانوار می‌باشد. ویرایش RAZ24